# Jean-Baptiste Maillochaud
Jean-Baptiste Maillochaud (Poitiers, 24 février 1841 - 11 décembre 1928) est un organiste et compositeur français.

## Biographie
La vie de ce musicien français n’est pas bien connue, mais il a été très productif comme compositeur. Durant une certaine période de sa vie, vers 1920, il fut organiste dans la ville de Niort, département des Deux-Sèvres (région Poitou-Charentes).

## Œuvres

### Orchestre d’harmonie
- Rosée de mai, fantaisie (1898)
- Polka des Ramoneurs (1898)
- Cuirassiers à Reichschoffen
- En procession
- Jardin fleuri, fantaisie
- La châtelaine, ouverture
- La marquise de Sévigné, ouverture
- Le premier concours
- Pomme d’Api, polka
- Vive la France

### Musique vocale
- Jeanne d’Arc et les Anglais, cantate pour voix et piano, texte de Charles Tournemire

#### Mélodies
- Adieu! chant de départ, pour deux voix (ou chœur mixte)
- Chrysanthèmes

1. Couplets : Bientôt les cloches sonneront
2. Duo : Ô rêve, ô joie enchanteresse
3. Chanson arabe: À l’ombre des verts platanes
4. Duo : La jalousie est un poison
5. Couplets : Quand un Lara marchait en guerre
6. Cavatine : De ce passé qu’on veut connaître
7. Air : Oh! mes amis, mes amis
8. Romance : Qui votre volonté
9. Cavatine : Ce mensonge odieux

### Musique religieuse
- O Jésus ! Je ne suis pas digne (1923)
- Messe en Ut
- Prière du matin
- Lauda Sion

### Orgue
- Harmonies Paroissiales (pièces choisies par Henri Delépine), vol. 1 : Antienne ; Marche. (v. 1905)
- Dix Pièces d’Orgue sans pédales, Procure Générale, Paris (1922) : Sortie Fanfare
- Andantino pastorale
- Deux versets
- Élévation
- Marche des pèlerins de N.D. de Lourdes
- Marche solennelle